# Mattheos X

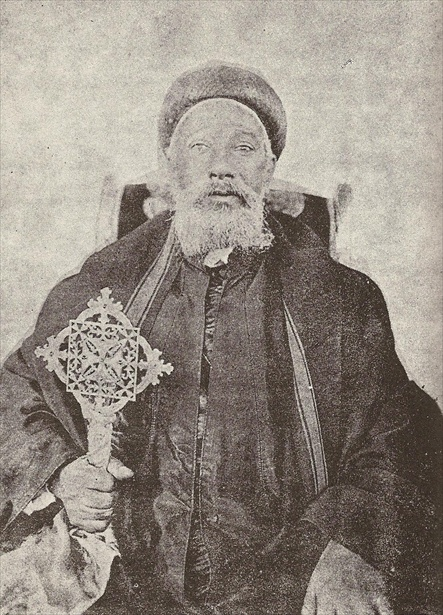
Mattheos X

Mattheos (Matewos) X (ur. 1843, zm. 1926) – pochodzący z Egiptu duchowny koptyjski, który w 1881 przybył do Etiopii, zostając biskupem tamtejszej krainy Szeua (1881-1889). Następnie został patriarchą Etiopskiego Kościoła Ortodoksyjnego do swojej śmierci.
W 1916 ogłosił detronizację muzułmańskiego cesarza Etiopii Lija Yasu V.